# Václav Koubek

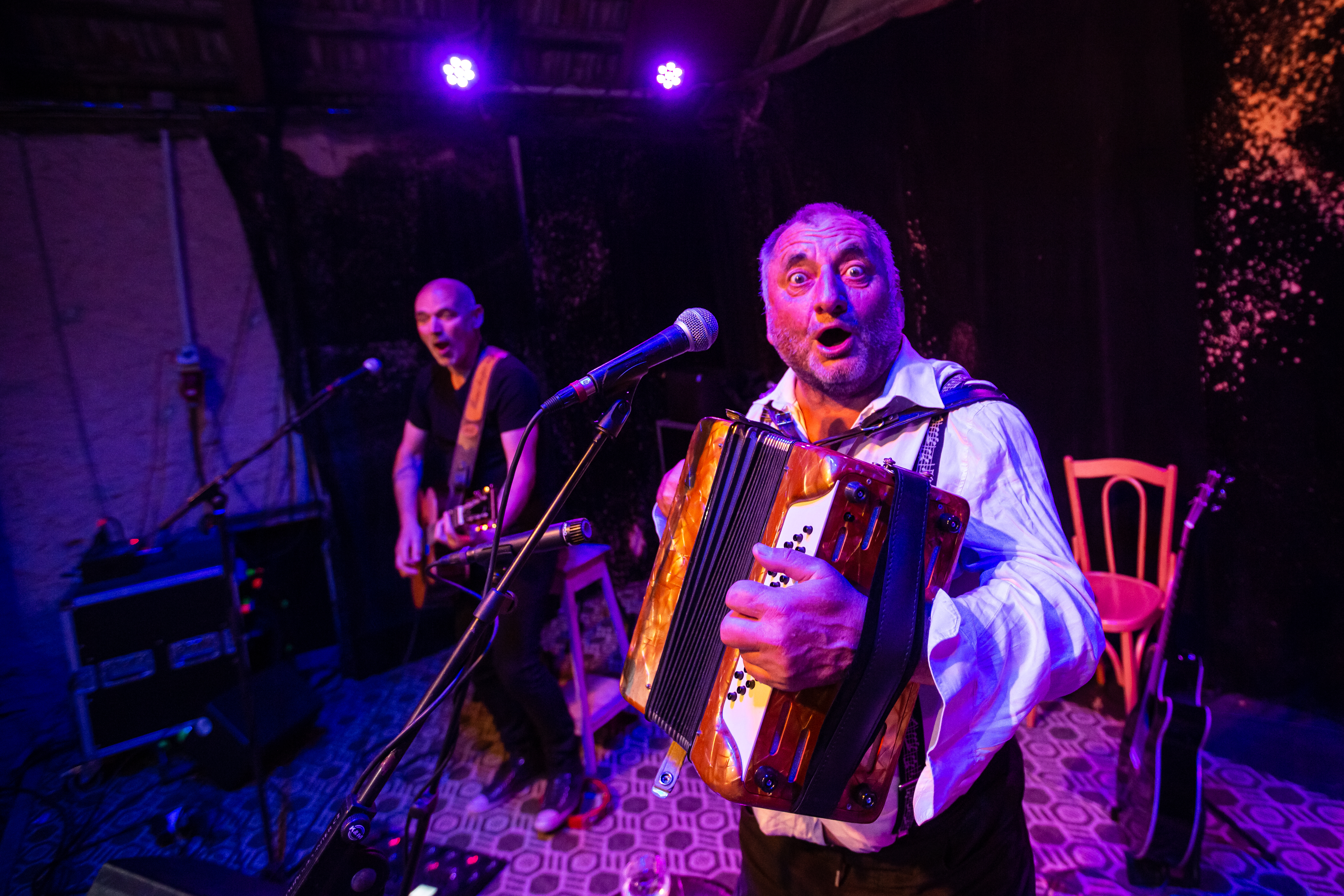
Václav Koubek během vystoupení ve svém klubu v Chotěmicích, červenec 2022

Václav Koubek (* 2. března 1955 Brno) je český písničkář a harmonikář, spisovatel, herec a režisér. Od roku 2002 pořádá republikový celoroční festival písničkářů Hudební sklepy v jihočeských Chotěmicích.

## Životopis
Vyučil se v oboru jako tiskař, poté studoval na vysoké škole strojní v Liberci, kterou úspěšně ukončil v roce 1981 (Ing.). Jako strojní inženýr se podílel na standardizované konstrukci tzv. eurolahve. Působil také jako zemědělský pracovník, kdy pásl skot, což je legendární kapitola jeho života, o které velice rád vypráví. V následujících letech byl asistentem střihu v Československé televizi a asistentem střihu ve filmovém studiu Barrandov. Od roku 1980 do roku 1983 byl zaměstnán v Hanáckém divadle v Prostějově, dále pak v Ústředním loutkovém divadle v Praze (1984–1987), kde působil jako herec, scenárista a autor hudby. Poté působil i v mnoha dalších divadelních spolcích a uměleckých uskupeních. Natočil i několik autorských filmů.

## Diskografie
- Ozvěny malých scén 1985
- Obrazy 1992
- Šaty šupáka 1993
- Bezvětří 1996
- Lítám 1999
- Já a můj táta 2002
- Každej pes 2004 – hosté: Traband, Filip Topol, Pavel Fajt, Olin Nejezchleba a další
- Výběr CD/2005
- Všem se nalejvá 2007 – s Irskou kapelou The Hogs
- Avé... 2010

### Hostování
Vystupuje na živém albu skupiny Traband 10 let na cestě z roku 2005.

## Filmografie
- Mikola a Mikolko 1987
- Zvířata ve městě 1988
- Velká cesta do Afriky 1990; scenárista, režisér, autor hudby
- Šaty šupáka 1991
- Keď hviezdy boli červené 1991
- Cesta pustým lesem 1996
- Co chytneš v žitě 1998
- Čert ví proč 2003
- Na stojáka 2005 – komediální seriál
- Raport o velké válce 2013
- Já, Mattoni 2016 – televizní seriál